# Париж (баскетбольний клуб)
«Париж» (фр. Paris Basketball) — французький баскетбольний клуб з однойменного міста, створений 12 липня 2018 року. На внутрішній арені клуб виступає в чемпіонаті Франції, на міжнародному — в Євролізі.

## Історія
Клуб розпочався як проєкт із створення баскетбольного клубу в Парижі на чолі з Девідом Каном, колишнім директором клубу НБА «Міннесота Тімбервулвз». У липні 2018 року було оголошено про створення професійного клубу. Амбіції команди були на початку значними, до 2022 року планували стати клубом Євроліги. Домашнею ареною парижан став багатофункціональний зал у кварталі де ла Шапель (18-й округ) столиці Франції Париж. Клуб стартував з другого дивізіону оскільки придбали відповідну ліцензію.
Основу складу новоствореної команди склали молоді гравці.
У сезоні 2020–21 «Париж» посів друге місце в чемпіонаті та підвищився до вищого дивізіону Франції. У тому сезоні репер Sheck Wes зіграв за команду три гри, виходячи з лави запасних парижан.
У липні 2022 року Вілл Вівер став новим головним тренером клубу. У сезоні 2022–23 команда брала участь у Єврокубку.
У червні 2023 року команду очолив фінський наставник Туомас Іісало. Також влітку клуб підписав кілька придбала низку ключових гравців «Бонна». 18 лютого 2024 року, «Париж» здобув свій перший трофей Кубок лідерів перемігши у фіналі «Нантер» з рахунком 90–85.
У чемпіонаті Франції парижани посіли друге місце поступившись у фіналі «Монако». У європейських змаганнях клуб здобув перемогу в Єврокубку сезону 2023–24 років, подолавши у фінальній серії Бург. За підсумками цих змагань парижани кваліфікувались до Євроліги сезону 2024–25.
Після завершення сезону команду залишив головний тренер Туомас Іісало. Новим тренером столичного клубу став бразильський тренер Тьяго Спліттер.
У дебютному сезоні Євроліги 2024–25, «Париж» кваліфікувався до плей-оф через попередній раунд, врешті-решт у чвертьфіналі поступились «Фенербахче» в серії до трьох перемог 3–0.

## Досягнення

### Національні змагання
- Чемпіонат Франції

Переможець (1): 2024–25
Срібний призер (1): 2023–24
- Кубок Франції

Переможець (1): 2024–25

### Європейські змагання
Єврокубок
Переможець (1): 2023–24